# Heteropoda boiei
Heteropoda boiei este o specie de păianjeni din genul Heteropoda, familia Sparassidae. A fost descrisă pentru prima dată de Doleschall, 1859. Conform Catalogue of Life specia Heteropoda boiei nu are subspecii cunoscute.